# Seeing Double (film 1913)
Seeing Double è un cortometraggio muto del 1913 diretto da Wilfrid North.

## Trama
Quando conosce le gemelle Simms, alla moglie di Binks viene l'idea di utilizzarle per far guarire dal vizio del bere il marito. La sera gli presenta una delle ragazze, ma gli nasconde l'altra, vestita esattamente come la sorella. Come Binks gira lo sguardo, gli si presenta davanti l'altra gemella e lui non riesce a capacitarsi di ciò che gli sta succedendo. Dopo una serie di apparizioni del misterioso doppio, Binks giunge alla conclusione che è tutta colpa dell'alcool e decide di smettere di bere.

## Produzione
Il film fu prodotto dalla Vitagraph Company of America.

## Distribuzione
Distribuito dalla General Film Company, il film - un cortometraggio di 200 metri - uscì nelle sale cinematografiche statunitensi il 19 aprile 1913. Nelle proiezioni, veniva programmato con il sistema dello split reel, accorpato in un'unica bobina con un altro cortometraggio prodotto dalla Vitagraph, il documentario Jean and Her Family.